# Оркестр романської Швейцарії
Оркестр романської Швейцарії (фр. Orchestre de la Suisse Romande) — один з провідних симфонічних оркестрів Швейцарії, що базується в Женеві. Висока репутація оркестру тісно пов'язана з його засновником Ернестом Ансерме, який керував оркестром протягом майже півстоліття починаючи з його створення в 1918 року. Свій внесок у формування цієї репутації внесли і провідні німецькі музиканти, які працювали в Швейцарії під час Другої світової війни і тісно співробітничали з оркестром, - перш за все, часто диригував оркестром у ці роки Вільгельм Фуртвенглер та Карл Шуріхт.
Серед прем'єр оркестру — Cantata Misericordium Бенджаміна Бріттена (1963).